# Họ Ếch cây
Họ Ếch cây, tên khoa học Rhacophoridae là một họ gồm loài ếch, phân bố ở các vùng nhiệt đới của châu Á và châu Phi (gồm cả Nhật Bản và Madagascar). Chúng thường được gọi là ếch cây bụi, hoặc mơ hồ như "ếch rêu" hoặc "ếch bụi cây". Một số loài Rhacophoridae được gọi là "ếch cây". Trong số các thành viên ngoạn mục nhất của họ này có một số "con ếch bay".
Họ Ếch cây gốm khoảng 320 loài ếch sống rải rác từ châu Phi hạ Sahara, Trung Quốc, Đông Nam Á, Nhật Bản, Đài Loan, Philippines, quần đảo Sunda Lớn; chúng thích nghi với đời sống trên cây. Có khoảng 80 loài thuộc các chi trong họ Ếch cây hiện sống tại châu Á. Một phần tư số loài trong họ mới được phát hiện từ đầu thế kỷ 21. Người ta đã ghi nhận được 24 loài ở Đông Nam Á, trong đó hơn 1/3 phát hiện trong thập kỷ 2000-2010.
Hầu hết các loài sống trên cây và điều này có thể bao gồm sinh sản trên cây. Ếch giao phối, trong khi con cái cõng con đực, giữ một nhánh cây, và đánh đôi chân của mình để tạo thành một cục bọt. Những quả trứng được đẻ ở trong bọt xốp, và được con đực tưới tinh dịch, trước khi bọt cứng lại thành một vỏ bọc bảo vệ. Ở một số loài, điều này được thực hiện trong một nhóm lớn. Bọt này được đặt trên một nguồn nước, do đó, những con nòng nọc rơi vào trong nước một khi nở.
Các loài trong họ này khác nhau về kích cỡ, từ 1,5 cm (0,59 in) đến 12 cm (4,7 in).

## Phân loại
Phân họ Buergeriinae Channing, 1989
- Buergeria Tschudi, 1838

Phân họ Rhacophorinae Hoffman, 1932
- Chiromantis Peters, 1854
- Feihyla Frost, Grant, Faivovich, Bain, Haas, Haddad, de Sá, Channing, Wilkinson, Donnellan, Raxworthy, Campbell, Blotto, Moler, Drewes, Nussbaum, Lynch, Green & Wheeler, 2006
- Ghatixalus Biju, Roelants & Bossuyt, 2008
- Gracixalus Delorme, Dubois, Grosjean & Ohler, 2005
- Kurixalus Ye, Fei & Dubois, 1999
- Liuixalus Li, Che, Bain, Zhao & Zhang, 2008
- Nyctixalus Boulenger, 1882
- Philautus Gistel, 1848
- Polypedates Tschudi, 1838
- Pseudophilautus Laurent, 1943
- Raorchestes Biju, Shouche, Dubois, Dutta & Bossuyt, 2010
- Rhacophorus Kuhl & Van Hasselt, 1822
- Theloderma Tschudi, 1838

## Hình ảnh

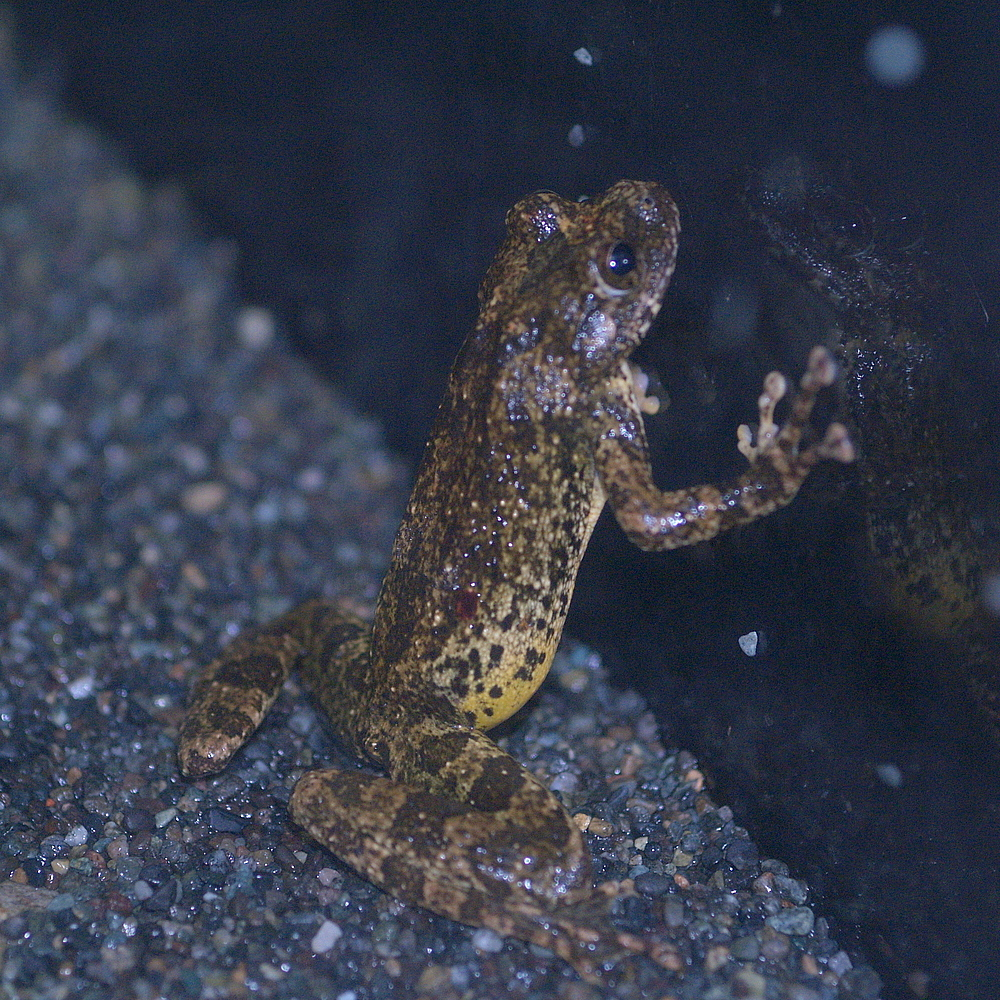
Buergeria buergeri
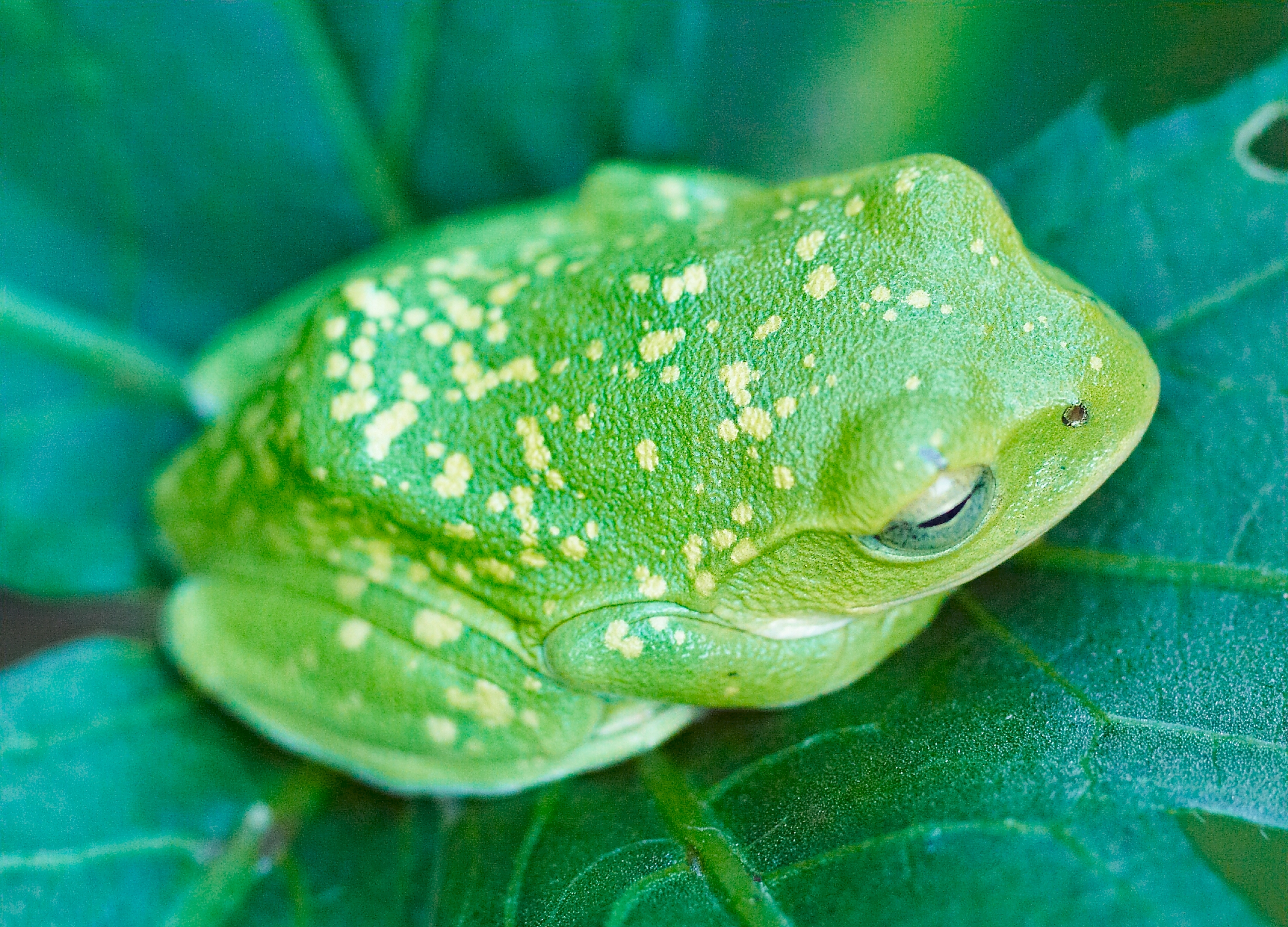
Rhacophorus schlegelii
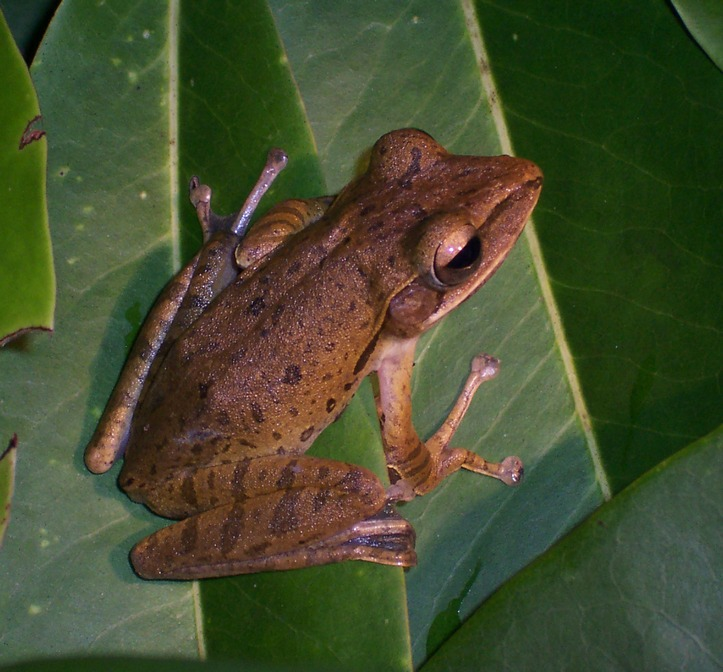
Polypedates leucomystax